# Asphondylia calycotomae
Asphondylia calycotomae är en tvåvingeart som beskrevs av Jean-Jacques Kieffer 1912. Asphondylia calycotomae ingår i släktet Asphondylia och familjen gallmyggor. Inga underarter finns listade i Catalogue of Life.